# Sabina Behlić
Sabina Behlić (* 30. September 1988 in Rijeka, Jugoslawien) ist ein kroatisches Model. Sie gewann die erste Staffel der Castingshow Hrvatski Top Model, die von März bis Juni 2008 vom Fernsehsender RTL Televizija ausgestrahlt wurde.

## Leben
Behlić wuchs in der Hafenstadt Rijeka auf. Mit 18 Jahren gewann sie den Titel Bestes weibliches Model in Zagreb. Seither arbeitete sie neben ihrem Studium als Model.
Im Frühjahr 2008 nahm Behlić an der von RTL Televizija ausgestrahlten Castingshow Hrvatski Top Model teil, einer kroatischen Adaption des Next-Topmodel-Formats. Am 1. Juni 2008 wurde sie von der Moderatorin Tatjana Jurić zur Siegerin des Wettbewerbs gekürt. Damit verwies sie die 16-jährige Valentina Dropulić aus Ploče und die 21-jährige Marina Jerković aus Trogir auf die nächsten Plätze. Darüber hinaus erhielt sie einen Vertrag mit der Modelagentur Major Model Management und erschien auf dem Cover des kroatischen Lifestyle-Magazins Joy. Behlić fiel in der Show vor allem wegen ihrer blau-grünen Augen auf.
Behlić lief unter anderem auf Shows für Quelle Fashion und Cro-à-porter. Sie hatte Editorials in verschiedenen Magazinen und war eine Zeit lang das Gesicht von Diandema.
| Personendaten    | Personendaten       |
| ---------------- | ------------------- |
| NAME             | Behlić, Sabina      |
| KURZBESCHREIBUNG | kroatisches Model   |
| GEBURTSDATUM     | 30. September 1988  |
| GEBURTSORT       | Rijeka, Jugoslawien |